# Antoine-François Prévost

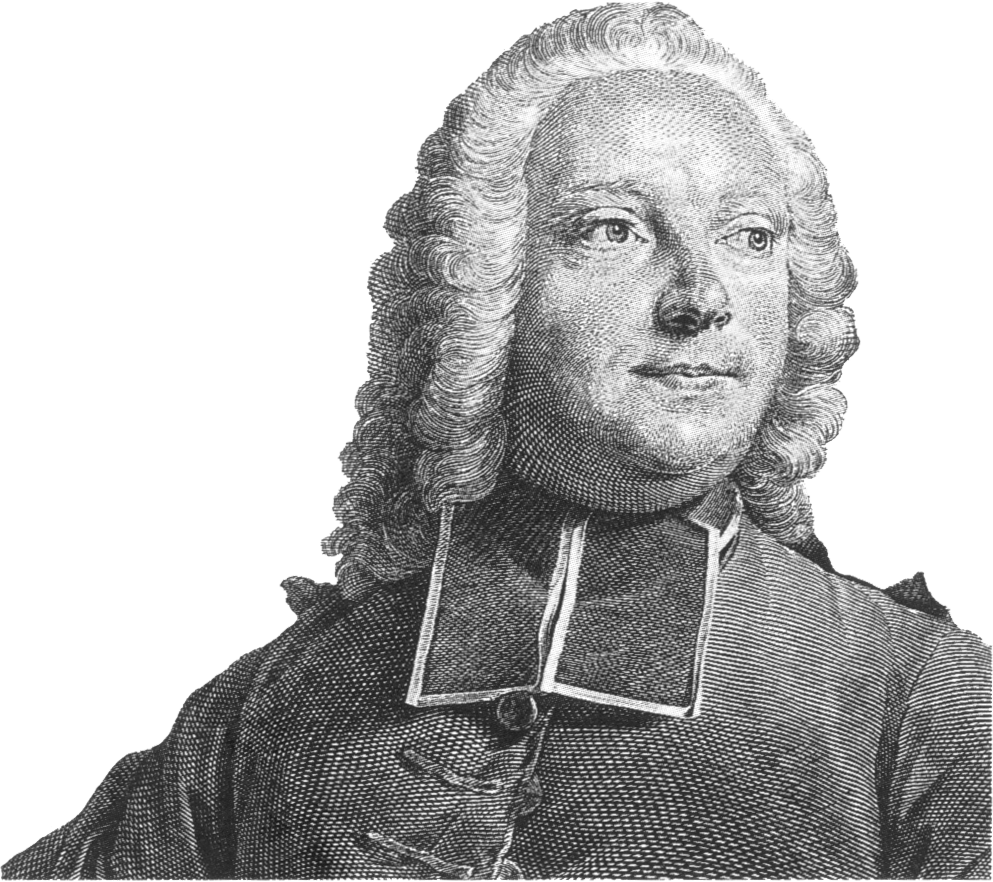
Antoine-François Prévost (1745)

Antoine-François Prévost d’Exiles (genannt Abbé Prévost) (* 1. April 1697 in Hesdin, Département Pas-de-Calais; † 23. November 1763 in Courteuil, Département Oise) war ein französischer Schriftsteller. Aus seinem umfangreichen Werk ist der Roman Manon Lescaut weiterhin gegenwärtig, der auch mehrfach verfilmt wurde.

## Leben
Prévost stammte aus einer bürgerlichen Familie. 1713 war er zunächst für drei Jahre als Novize bei den Jesuiten. Das Noviziat brach er 1716 ab und meldete sich freiwillig zum Heer. Er nahm als Soldat am Spanischen Erbfolgekrieg teil. Nach einem neuerlichen Aufenthalt bei den Jesuiten nahm Prévost ab 1718 als Offiziersaspirant am französisch-spanischen Krieg teil, desertierte jedoch 1719 und trat 1720 als Novize in die Abtei Jumièges des Benediktinerordens ein. Hier legte er 1721 sein Gelübde als Mönch ab. 1726 wurde Prévost zum Priester geweiht. Doch 1728 folgt seine Flucht aus dem Kloster. Da der Orden den Priester Prévost mit einem königlichen Haftbefehl (Lettre de cachet) steckbrieflich suchen ließ, floh er zunächst nach England. In dem Steckbrief lautete die Beschreibung der gesuchten Person: Mittlere Größe, blond, Augen blau und schön geschnitten, Gesicht rosig und voll.
In London konvertierte Prévost zum Anglikanismus und wurde Hauslehrer eines jungen Mannes aus bester Familie, schmiedete aber Heiratspläne mit dessen Schwester und wurde auf Betreiben des Vaters ausgewiesen. Er ging nach Holland, wo er 1731 die Bücher V und VI der Mémoires publizierte. Ihnen hängte er rasch noch einen nur locker damit verbundenen siebenten Band an: L’Histoire du chevalier des Grieux et de Manon Lescaut (Die Geschichte des Ritters des Grieux und Manon Lescauts). Es ist ein Roman, der sichtlich die eigene, offenbar so leidenschaftliche wie frustrierende und Schuldgefühle auslösende Liebe des Autors zu der Haager Edelkurtisane Lenki Eckhardt verarbeitet, die er kurz zuvor kennengelernt hatte.
Ebenfalls 1731 publizierte Prévost in Utrecht vier Bände eines schon in England begonnenen Romans: Histoire de Cleveland, fils naturel de Cromwell (Die Geschichte Clevelands, eines unehelichen Sohnes von Cromwell). Hiernach vollendete und publizierte er eine schon früher begonnene Übertragung der lateinisch verfassten Memoiren des Anti-Richelieu-Verschwörers François-Auguste de Thou (1607–1642) (1733).
Inzwischen hatte er zusammen mit Lenki Schulden angehäuft und floh nach London. Hier produzierte er eine Ein-Mann-Zeitschrift nach dem Muster von Addisons Spectator: Le Pour et le Contre (Das Für und Wider). Sie erschien in Paris und sollte das neu erwachte England-Interesse der gebildeten französischen Leser befriedigen. 1734 saß er wegen Wechselbetrugs kurz im Gefängnis und wurde ausgewiesen.
Prévost ging heimlich zurück nach Frankreich (wo ein separater Nachdruck von Manon Lescaut gerade von der Zensur verboten und beschlagnahmt worden war). Aus einem Versteck heraus nahm er Kontakt mit dem Benediktinerorden auf und erhielt vom Papst Vergebung für seine Apostasie (Abfall vom katholischen Glauben) sowie die Erlaubnis für ein verkürztes zweites Noviziat (1735).
Offenbar war der Orden weitgehend mit der Einhaltung eines frommen Scheins zufrieden, denn Prévost schrieb auch als Novize pausenlos weiter: Neben den Heftausgaben von Le Pour et le Contre erschienen 1735 die ersten Bände des Romans Le Doyen (= Dechant) de Killérine. Nach seinem Noviziat wurde Prévost in Paris Almosenier (aumônier) beim Fürsten von Conti, d. h. eine Art Privatpfarrer in hochadeligem Haus.
Hier schrieb und schrieb er: 1737/38 die letzten Bände des Cleveland, 1739/40 die des Doyen de Killérine, 1740 das 20. und letzte Faszikel von Le Pour et le Contre. Danach entwickelte er sich zum Spezialisten für romanähnliche historische Sachbücher und Biografien (Mémoires pour servir […] l’histoire de Malte, Histoire de Marguerite d’Anjou, Histoire de Guillaume le Conquérant). Danach verlegte er sich auf Reiseberichte (Voyages du capitaine Robert Lade) und begann 1746 eine Histoire générale des voyages, zunächst als Übersetzer englischer Reisebücher, dann in eigener Autorschaft (1760, bei Band 15, hörte er auf und ließ andere Autoren weiterschreiben).
Daneben erwarb er sich Meriten als Übersetzer von Werken eines der großen Autoren des europäischen „empfindsamen Romans“, Samuel Richardson (1689–1761): 1751 Lettres anglaises, ou Histoire de Miss Clarisse Harlowe (Original 1748), 1755 Nouvelles lettres anglaises, ou Histoire du chevalier Grandisson (Original 1754). Ob auch die 1742 erschienene Richardson-Übersetzung Paméla, ou la vertu récompensée (Original 1740) schon von Prévost stammt, ist zweifelhaft.
1753 veröffentlichte Prévost eine leicht überarbeitete und moralisierte Fassung des Romans Manon Lescaut.

## Zitat
„Prevost kommt einerseits vom alten Abenteurer- und heroisch galanten und andererseits vom empfindsamen Roman des 17. Jahrhunderts her; er steigert des letzteren Innerlichkeit und verquickt sie mit der formlosen Handlungsfülle des ersteren, verbindet also eine neuartige seelische Welt mit einer ganz traditionellen Stoffmasse.“

## Werkausgaben
- Oeuvres de Prévost. 39 Bände. Boulland-Tardieu, Paris, 1823.
  - Bände 1, 2, 3: Mémoires et aventures d’un homme de qualité, suivis de Manon L’Escaut.
  - Bände 4, 5, 6, 7: Histoire de M. Cleveland.
  - Bände 8, 9, 10: Le doyen de Killerine.
  - Band 11: Histoire d’une Grecque moderne.
  - Band 12: Campagnes philosophiques ou, Mémoires de M. de Montcal.
  - Band 13: Histoire de la jeunesse du Commandeur De *** ou Mémoires pour servir à l’histoire de Malte.
  - Band 14: Histoire de Marguerite D’Anjou.
  - Band 15: Voyages du capitaine Robert Lade et sa famille.
  - Band 16: Histoire de Guillaume le conquérant.
  - Bände 17, 18: Pamela ou La vertu récompensée.
  - Bände 19, 20, 21, 22, 23, 24: Histoire de Miss Clarisse Harlove.
  - Bände 25, 26, 27, 28: Histoire du chevalier Grandisson.
  - Band 29: Le monde moral ou Mémoires pour servir à l’histoire du coeur humain.
  - Bände 30, 31, 32: Mémoires pour servir à l’histoire de la vertu.
  - Band 33: Mémoires d’un honnête homme ; Tout pour l’amour et le monde bien perdu ; ou, la mort d’Antoine et de Cléopatre.
  - Band 34: Almoran et Hamet. Lettres de mentor à un jeune seigneur.
  - Band 35: Aventures et anecdotes.
  - Bände 36, 37, 38, 39: Histoire de la vie de Cicéron.
- Oeuvres de Prévost. 8 Bände. Presses Universitaires de Grenoble, Grenoble 1978–1986.
  - Band I: Mémoires et aventures d’un homme de qualité qui s’est retiré du monde. Histoire du chevalier des Grieux et de Manon Lescaut. Texte établi par Pierre Berthiaume et Jean Sgard.
  - Band II: Le philosophe anglais ou histoire de Monsieur Cleveland. Texte établi par Philippe Stewart.
  - Band III: Le doyen de Killerine. Histoire morale. Texte établi par Aurelio Principato.
  - Band IV: Histoire d’une grecque moderne. Mémoire pour servir à l’histoire de Malte. Campagnes philosophiques. Textes établis par Allan Holland, Henri Coulet et Jean Oudart.
  - Band V: Histoire de Guillaume le Conquérant. Histoire de Marguerite d’Anjou. Textes établis par Henri Duranton.
  - Band VI: Voyages du capitaine Robert Lade. Mémoires d’un honnête homme. Le monde moral. Textes établis par John Abioyé, Peter Tremewan, Robert Favre et Jean Sgard.
  - Band VII: Les aventures de Pomponius. Contes singuliers. Préfaces et opuscules. Avertissements de l’histoire des voyages. Critique du roman dans le pour et contre. Correspondance. Textes établis par Jean Sgard, Pierre Berthiaume, Jean-Paul Mas et Jean-Paul Sermain.
  - Band VIII: Commentaires et notes. Sous la direction de Jean Sgard.

## Deutsche Übersetzungen (Auswahl)
- Miraculoso Florisonti, in den gantz ungemeinen Begebenheiten einer Vornehmen Standes-Person vorgestellet; aus dem Frantzösischen übersetzet von Holtzbecher. König und Richter Hamburg 1730.[4]
- Miraculoso Florisonti. Oder der Begebenheiten einer Fürnehmen Standes-Person Fortsetzung und Beschluß, Aus dem Frantzösischen übersetzet anjetzo aufs neue übersehen und verbessert von Holtzbecher. [Band 2] Conrad König, Hamburg 1740.[4][5]
- Leben einer vornehmen Standesperson oder Begebenheiten des Marquis von **, welcher der Welt entsaget hat. Aus dem Französischen neu übersetzt. Johann Christian Koppe, Rostock 1762.[4]
- Der Mann vom Stande. Aus dem Französischen übersetzt von Samuel Baur. Friedrich Schneidern, Leipzig 1790/1791.[4]
- Siehe auch: Manon Lescaut.